# Bayubas de Arriba
Bayubas de Arriba – gmina w Hiszpanii, w prowincji Soria, w Kastylii i León, o powierzchni 20,62 km². W 2011 roku gmina liczyła 54 mieszkańców.